# Ammospermophilus interpres
Ammospermophilus interpres е вид бозайник от семейство Катерицови (Sciuridae).

## Разпространение
Видът е разпространен в Мексико (Дуранго, Коауила де Сарагоса и Чиуауа) и САЩ (Ню Мексико и Тексас).